# Hledání přítomného času (Blatný)
Hledání přítomného času (cz. W poszukiwaniu teraźniejszego czasu) – tomik wierszy czeskiego poety Ivana Blatnego, opublikowany w 1947. Był on ostatnią książką poety wydaną w Czechosłowacji przed wyjazdem do Wielkiej Brytanii. Poeta posługuje się w nim wierszem regularnym. Tytuł jest aluzją do sławnego cyklu powieściowego Marcela Prousta.